# Leo Cremer
Leo Cremer (* 25. April 1911 in Amsterdam; † 1989 in München) war ein deutscher Maler, Zeichner und Restaurator niederländischer Herkunft.

## Leben und Wirken
Cremer lebte bis zu seinem 16. Lebensjahr in Amsterdam und studierte anschließend an der Werkkunstschule Dortmund, unter anderem bei Walter Herricht (1889–1953). Von 1936 bis 1940 war er Volontär in den Restaurierungswerkstätten der Alten Pinakothek der Bayerischen Staatsgemäldesammlungen bei Reinhard Lischka. Nach dem Militärdienst und der Rückkehr aus langjähriger sowjetischer Kriegsgefangenschaft nahm er seine Tätigkeit an der Pinakothek wieder auf. Bei seiner Pensionierung 1976 war er Landeskonservator.
Neben seiner Tätigkeit am Museum galt Cremer als wichtiger surrealistischer Zeichner. Er gehörte der 1946 gegründeten Neuen Gruppe, München an. 1954 vertrat er die Bundesrepublik zusammen mit Heinz Battke, Edgar Ende, Paul Klee, Karl Kunz, Oskar Schlemmer, Rudolf Schlichter, Hans Uhlmann, Mac Zimmermann im von Eberhard Hanfstaengl kuratierten Deutschen Pavillon auf der Biennale von Venedig 1954.
Gelegentlich werden Werke des Künstlers im Auktionshandel angeboten.

## Schriften
- (mit Alfred Stange): Alte Bilderrahmen, Franz Schneekluth Verlag, Darmstadt 1958
- Italienische Bilderrahmen des 14.–18. Jahrhunderts, Bayerische Staatsgemäldesammlungen, 1976 (zugleich Ausstellungskatalog)

## Ausstellungen
- 1954: Biennale von Venedig, Deutscher Pavillon
- 1956: Leo Cremer, Eduard Trier, Moderne Galerie Otto Stangl, München
- 1959: Große Kunstausstellung München, Hermaphrodit (Zeichnung, 53 × 43 cm)